# كوجورنو
كوجورنو، (بالايطاليه: [koˈɡorno], بالليغوريه: [kuˈɡuɾnu]) هي كومونا (بلدية) في مقاطعة جنوة في منطقة ليغوريا الإيطالية، وتقع على بعد حوالي 35 كيلومتر (22 ميل) جنوب شرق جنوة. اعتبارًا من 31 ديسمبر 2004، كان عدد سكانها 5316 نسمة ومساحتها 9.1 كيلومتر مربع (3.5 ميل2) .
تحتوي بلدية كوجورنو على فرانسيوني (التقسيمات الفرعية، القرى بشكل أساسي) سان سالفاتور، وبانيزي، ومونتيسيلي، وبريكانيكا.
تقع كوجورنو على حدود بلديات كاراسكو وكيافاري ولافانيا وني

## روابط خارجية
- www.comune.cogorno.ge.it/